# Lasy Dobrosułowskie
Lasy Dobrosułowskie este o arie protejată (sit de importanță comunitară — SCI) din Polonia întinsă pe o suprafață de 11.192,86 ha, integral pe uscat.

## Localizare
Centrul sitului Lasy Dobrosułowskie este situat la coordonatele 52°11′13″N 15°01′30″E / 52.1869°N 15.0249°E.

## Înființare
Situl Lasy Dobrosułowskie a fost declarat sit de importanță comunitară în octombrie 2009 pentru a proteja 7 specii de animale.

## Biodiversitate
Situată în ecoregiunea continentală, aria protejată conține 6 habitate naturale: Pajiști uscate europene, Fânețe de joasă altitudine (Alopecurus pratensis, Sanguisorba officinalis), Păduri de fag Luzulo-Fagetum, Păduri de stejar și carpen Galio-Carpinetum, Păduri acidofile de stejar bătrân cu Quercus robur pe câmpii nisipoase, Păduri aluvionare cu Alnus glutinosa și Fraxinus excelsior (Alno-Padion, Alnion incanae, Salicion albae).
La baza desemnării sitului se află mai multe specii protejate:
- mamifere (2): liliac cârn (Barbastella barbastellus), liliac comun (Myotis myotis)
- nevertebrate (3): croitorul mare al stejarului (Cerambyx cerdo), rădașcă (Lucanus cervus), Osmoderma eremita
- pești (2): zvârluga (Cobitis taenia), țipar (Misgurnus fossilis)